# Zbigniew Kundzewicz

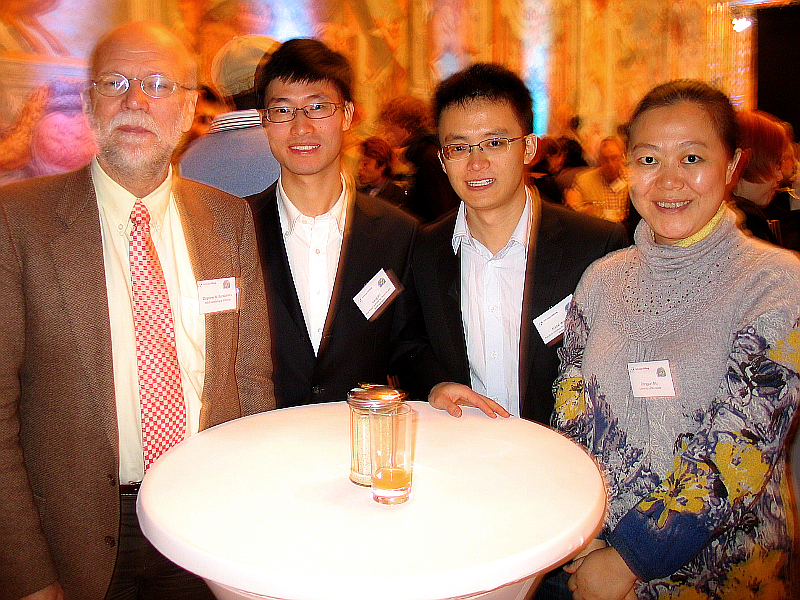
Zbigniew W. Kundzewicz, Liang Shi, Xiaoxi Wang i Dongyan Mu o sympozjum Already Beyond? - 40 Years Limits to Growth o Hanower

Zbigniew Władysław Kundzewicz (ur. 4 grudnia 1950 w Augustowie) – polski hydrolog i klimatolog, profesor nauk o Ziemi, członek korespondent Polskiej Akademii Nauk.

## Życiorys
Ukończył studia na Wydziale Elektroniki Politechniki Warszawskiej. Doktorat uzyskał w 1979, a habilitację w 1985, obydwa w zakresie nauk fizycznych o specjalności geofizyka - hydrologia. Od 1974 do 1989 pracował w Instytucie Geofizyki PAN. Od 1990 pracuje w Instytucie Środowiska Rolniczego i Leśnego PAN w Poznaniu. Jest również pracownikiem Instytutu Badania Konsekwencji Zmian Klimatu w Poczdamie. 
Od 2010 jest członkiem korespondentem Polskiej Akademii Nauk. Jest przewodniczącym Komitet Badań nad Zagrożeniami Związanymi z Wodą przy Prezydium PAN. Jest jednym z ekspertów Międzyrządowego Panelu ds. Zmian Klimatu.
Jego zainteresowania to ekstrema hydrologiczne, hydrologia systemowa, klimat i woda, zasoby wodne dla zrównoważonego rozwoju. Jest autorem ponad 360 publikacji naukowych. Od kwietnia 1997 roku do kwietnia 2015 roku pełnił funkcję redaktora naczelnego Hydrological Sciences Journal.
Wielokrotnie nagradzany, między innymi Nagrodą Sekretarza Generalnego PAN (1986) oraz Nagrodą im. Lambora VII Wydziału PAN. Brał udział w pracach Międzyrządowego Panelu ds. Zmian Klimatu IPCC, nagrodzonego w 2007 zespołową Pokojowa Nagroda Nobla.
Odznaczony Krzyżem Kawalerskim Orderu Odrodzenia Polski oraz Złotym Krzyżem Zasługi.
Jest wraz z żoną właścicielem dworu w Wierzenicy. Mieszka w Swarzędzu.

## Najważniejsze publikacje
- Kundzewicz Z., Modele hydrologiczne ruchu fal powodziowych, Wyd. Geologiczne, Warszawa, 163 pp., 1985.
- Kundzewicz, Z.W., Rosbjerg, D., Simonovic, S.P. & Takeuchi, K. (ed.), Extreme Hydrological Events: Precipitation, Floods and Droughts. IAHS Publ. No. 213, IAHS Press, Wallingford, U. K., pp. 459 + ix., 1993.
- Kundzewicz, Z.W. (ed.), New Uncertainty Concepts in Hydrology and Water Resources, Cambridge University Press, Cambridge, U.K., 322 pp., 1995.
- Kundzewicz, Z. W. Gdyby mała wody miarka... Zasoby wodne dla trwałego rozwoju, Wyd. Nauk. PWN, Warszawa, 195+8 str., 2000.
- Kundzewicz, Z. W. & Radziejewski, M. Detekcja zmian klimatu i procesów hydrologicznych, Wyd. Sorus, Poznań, Poland, 153 pp., 2002.
- Kundzewicz, Z. W., Kowalczak, P. Zmiany klimatu i ich skutki. Wyd. Kurpisz, 206 str., 2008.